# MIPS (architektura)
MIPS je zkratka z anglického Microprocessor without Interlocked Pipeline Stages, česky volně přeloženo jako procesor bez automaticky organizované pipeline. Jedná se o architekturu procesorů, jejíž počátky pocházejí ze Stanfordovy univerzity.

## Charakteristika
- Architektura MIPS odvozuje svůj název od použití takzvané non-interlocked pipeline. Myšlenka pipeline je založena na skutečnosti, že jedna instrukce nemusí nutně využívat všech prostředků procesoru. Procesor může tedy zpracovávat více instrukcí současně, avšak pouze za podmínky, že tyto instrukce nepoužívají stejné prostředky procesoru. Pokud splnění této podmínky při řazení instrukcí do pipeline zajišťuje přímo procesor, jedná se o tzv. interlocked pipeline. Pokud splnění této podmínky musí hlídat programátor nebo překladač, jedná se o non-interlocked pipeline. Z tohoto důvodu je efektivní programování procesorů s non-interlocked pipeline obtížnější, zejména ve spojení se složitějšími instrukcemi a delšími pipeline.
- Architektura MIPS dále spadá do kategorie tzv. RISC procesorů.
- Architektura MIPS patří mezi tzv. load/store architektury. Běžné instrukce nemohou používat operandy z paměti, pouze z registrů procesoru. Pro účely přenosu dat mezi pamětí a registry slouží speciální instrukce „load“ a „store“.

## Některé další rysy procesorů MIPS
- Obsahují 32 registrů (podle verze procesoru 32bitových nebo 64bitových)
- 2 registry určené pro násobení a dělení jsou „interlocked“
- Aritmetické a logické instrukce mají 3 operandy (na rozdíl od dvou, jak je tomu u procesorů instrukční sady x86)
- Registr 0 vždy obsahuje hodnotu 0
- Každá instrukce má délku 32 bitů

## Verze architektury MIPS
- MIPS I – první architektura procesorů MIPS
- MIPS II
- MIPS III
- MIPS IV
- MIPS V
- MIPS32 – současná architektura 32bitových procesorů MIPS
- MIPS64 – současná architektura 64bitových procesorů MIPS

## Použití
Procesory MIPS se rozšířily zejména díky jejich využití v počítačích společnosti SGI (například SGI Indigo), proslulými svým výkonem při práci s trojrozměrnými scénami a jejich vykreslováním. V roce 2006 SGI ustoupila od použití procesorů MIPS a započala přechod na procesory Intel. To způsobilo částečný úpadek rozšíření procesorů MIPS. Procesory MIPS se však také uplatnily například ve velmi rozšířených konzolích Nintendo 64, PlayStation 1, PlayStation 2, PlayStation Portable a dalších zařízeních jako například set-top boxech, tabletech, mobilních telefonech, tiskárnách, některých PC atd.